# Czarne (gromada w powiecie gołdapskim)
Czarne – dawna gromada, czyli najmniejsza jednostka podziału terytorialnego Polskiej Rzeczypospolitej Ludowej w latach 1954–1972.
Gromady, z gromadzkimi radami narodowymi (GRN) jako organami władzy najniższego stopnia na wsi, funkcjonowały od reformy reorganizującej administrację wiejską przeprowadzonej jesienią 1954 do momentu ich zniesienia z dniem 1 stycznia 1973, tym samym wypierając organizację gminną w latach 1954–1972.
Gromadę Czarne z siedzibą GRN w Czarnem utworzono – jako jedną z 8759 gromad – w powiecie gołdapskim w woj. białostockim, na mocy uchwały nr 14/V WRN w Białymstoku z dnia 4 października 1954. W skład jednostki weszły obszary dotychczasowych gromad Czarne, Supienie i Huta (z wyłączeniem obszaru wsi Rospuda) ze zniesionej gminy Filipów w powiecie suwalskim, obszary dotychczasowych gromad Białe Jeziorki (z wyłączeniem obszaru lasów państwowych leśnictwa Lenarty o pow. około 60 ha), Rakówek i Cisówek ze zniesionej gminy Przerośl w powiecie suwalskim, oraz obszar dotychczasowej gromady Garbas (z wyłączeniem lasów państwowych leśnictwa Lenarty o pow. 22,50 ha) ze zniesionej gminy Mieruniszki w powiecie oleckim (jest to rzadki przypadek utworzenia gromady w jednym powiecie z obszarów wyłącznie z innych powiatów). Dla gromady ustalono 11 członków gromadzkiej rady narodowej.
1 stycznia 1958 z gromady Czarne wyłączono wsie Białe Jeziorki i Cisówek włączając je do gromady Dubeninki w tymże powiecie, oraz wieś Rakówek i przyległy obszar lasów państwowych N-ctwa Kowale obejmujący oddziały 1—22 włączając je do je do gromady Przerośl Osada w tymże powiecie, po czym gromadę Czarne (a także gromadę Przerośl Osada) przyłączono do powiatu suwalskiego. Tym samym (1 stycznia 1958) gromadę Czarne zniesiono, włączając jej (pozostały) obszar do gromady Filipów w powiecie suwalskim.